# هاوایی (فیلم ۱۳۹۹)
هاوایی با نام سابق رقصنده فیلمی ایرانی در ژانر کمدی به کارگردانی بهمن گودرزی و تهیه‌کنندگی مرتضی شایسته و نویسندگی حمید اکبری خامنه محصول سال ۱۳۹۹ است.

## خلاصه داستان
هاوایی فیلمی کمدی با مضمون پناهندگی است.داستان یک ورزشکار ایرانی می‌باشد که برای پیشرفت خود زیر بار مهاجرت و پناهندگی کشور دیگری می‌خواهد برود اما از جایی به بعد در ماجرایی قرار می‌گیرد که او را به فرد سرشناس مجازی تبدیل می‌کند و حالا ماجرا برای او جور دیگری رقم می‌خورد.

## بازیگران
| بازیگران       | نقش                   | توضیحات                                       |
| -------------- | --------------------- | --------------------------------------------- |
| امین حیایی     | داوود (دیوید)         | دوست و داماد صمد - شوهر طلا                   |
| امیر جعفری     | صمد سهرابی (صمد خرکش) | بوکسور - دوست و برادرزن داوود - برادر طلا     |
| امیرحسین رستمی | ساکت                  | خواننده کاباره - دوست داوود و صمد - دایی میثم |
| ریحانه پارسا   | طلا                   | خواهر صمد - همسر داوود                        |
| مرتضی رحیمی    | میثم                  | خواهرزاده ساکت                                |
| زانکو          | زانکو (حضور افتخاری)  | خواننده                                       |
| یزدان فتوحی    | کارمند سفارت          |                                               |